# Barbing
Barbing è un comune tedesco di 4 707 abitanti, situato nel land della Baviera.